# غيلمار سيلفا
غيلمار سيلفا (بالبرتغالية: Gilmar Silva Santos‏) (9 مارس 1984 في البرازيل – )؛ هو لاعب كرة قدم كان يلعب كمهاجم.

## وصلات خارجية
- غيلمار سيلفا على موقع رابطة كرة القدم اليابانية للمحترفين (اليابانية)
- غيلمار سيلفا على موقع قاعدة بيانات كرة القدم.إي يو (الإنجليزية)
- غيلمار سيلفا على موقع Soccerway.com (الإنجليزية)
- غيلمار سيلفا على موقع عالم كرة القدم.نت (الإنجليزية)